# Die Konkurrentin
Die Konkurrentin ist ein deutscher Fernsehfilm von Dagmar Hirtz aus dem Jahr 1997
nach einer Idee von Caroline von Senden. Charlotte Schwab und Ann-Kathrin Kramer sind die im Titel genannten Konkurrentinnen Katharina Nordberg und Maren Rieger, Peter Lerchbaumer ist als Jens Nordberg besetzt.

## Handlung
Der Unternehmensberaterin Katharina Nordberg wird die junge, engagierte Maren Rieger zugeteilt, die sie bei ihrer Arbeit unterstützen soll. Katharina ahnt alsbald, dass etwas mit Maren nicht stimmt und mutmaßt, dass die junge Frau in nicht allzuferner Zeit ihren Platz als Projektleiterin einnehmen soll, und auch, dass der Juniorchef Richard Grosser etwas damit zu tun hat. Grosser junior ist Katharina schon seit längerer Zeit ein Dorn im Auge, er möchte sie gern loswerden, weiß aber, dass sein Vater Leonard viel von Katharina hält.
Wider Erwarten arbeiten die beiden Frauen nach Anfangsschwierigkeiten jedoch sehr gut zusammen, obwohl man sie in eine Konkurrentinnenrolle gedrängt hat. Ein wichtiges Projekt schultern sie gemeinsam und kommen sich dabei auch privat näher. Obwohl Katharina meint, bestimmte Erfahrungen müsse man nicht machen, womit sie darauf anspielt, dass Maren Frauen liebt, lässt sie sich auf ihre Flirtversuche ein. Dass es nicht zu mehr kommt, ist der Tatsache geschuldet, dass Katharinas Mann plötzlich in der Tür steht.
Grosser junior hat seinen Plan, Katharina aus der Firma zu drängen, allerdings immer noch nicht aufgegeben. Ihm falle schon etwas ein, meint er zu seinem Vater, er solle die Angelegenheit ruhig ihm überlassen. An ihrem Geburtstag gesteht Katharina sich ein, dass sie verliebt ist, wie noch nie in ihrem Leben. Als sie das auch ihrem Mann gesteht, versucht er mehr oder minder verzweifelt, Druck auf sie auszuüben, was jedoch nicht funktioniert. Katharina fühlt sich zwischen allen Stühlen, denn da sind auch noch ihre Kinder, ein Zwillingspärchen, auf das sie Rücksicht nehmen muss. Trotzdem geht sie zu Maren und erlebt zum ersten Mal, wie es ist, mit einer Frau zu schlafen.
Katharina versucht, mit ihrer Tochter darüber zu sprechen, was Maren für sie bedeutet, stößt aber auf Unverständnis, während ihr Sohn Felix unkomplizierter reagiert. Erst einmal zieht sie zu Maren. Gemeinsam gehen sie auf Wohnungssuche, da Maren auch ihre Kinder, wenn diese es wollen, nachkommen lassen möchte. Ihre berufliche Zukunft sehen die Frauen jedoch nicht in der Firma Grosser. Sie hecken einen Plan aus, um Grosser junior auszubooten. Mit einer großen Abfindung, die Katharina für ihr Ausscheiden aus der Firma herausschlägt, wollen Maren und sie sich selbstständig machen, sodass die Grossers von heute auf morgen ohne Projektleiterin dastehen.
Katharina und Maren finden auch das passende Anwesen für sich und gegebenenfalls die Kinder. Marens Frage, ob Katharina sie liebe, beantwortet Katharina mit einem von Herzen kommenden „Ja“.

## Produktion, Veröffentlichung
Die Konkurrentin wurde 1996 unter dem Arbeitstitel Die Geliebte gedreht. Produziert wurde der Film von der Fritz Wagner Filmproduktion Rita Wagner, Berlin, Bonn im Auftrag und für das ZDF.
Am 2. Juli 1997 wurde der Film auf dem Filmfest München uraufgeführt und am 15. August desselben Jahres im Programm von arte im Fernsehen erstgesendet. In Ungarn wurde der Film unter dem Titel A vetélytársn&#337 veröffentlicht.

## Kritik
„Die Kritik lobte diesen Film insgesamt, hob aber vor allem die schauspielerische Leistung der beiden Hauptdarstellerinnen hervor.“
Der Filmdienst schrieb: „Fernsehfilm, der nicht nur mit dem Klischee der Karrierefrau aufräumen, sondern angesichts der sich anbahnenden Liebesbeziehung zwischen den beiden Protagonistinnen auch männliche Doppelmoral in Frage stellen will.“
Die Redaktion von TV Spielfilm zeigte mit dem Daumen nach oben, gab für Humor, Anspruch und Erotik je einen von drei möglichen Punkten, für Spannung zwei und stellte fest: „Nicht zuletzt dank einer perfekten Besetzung umschifft die aufwühlende Lovestory alle Klischees. Schön auch, dass Autorin Laila Stehler den gehörnten Gatten nie zum Idioten degradiert.“ Fazit: „Lesbische Romanze, die rührt, statt zu schocken.“